# Brescia Calcio 1997-1998
Questa voce raccoglie le informazioni riguardanti il Brescia Calcio nelle competizioni ufficiali della stagione 1997-1998.

## Stagione
Nella stagione 1997-1998 il Brescia disputa il sedicesimo campionato di Serie A della sua storia.
La squadra inizia la stagione con Edy Reja in panchina, il quale ha lasciato l'incarico già a luglio a causa di divergenze con il presidente Corioni. È stato quindi ingaggiato Giuseppe Materazzi, il quale ha guidato il Brescia fino a dicembre, quando si è dimesso a causa degli scarsi risultati, ed è stato sostituito da Paolo Ferrario, già allenatore della squadra Primavera delle rondinelle.
A tre giornate dal termine del campionato, Ferrario è stato sostituito con la coppia Salvi-Bacconi, i quali non sono riusciti ad evitare la retrocessione nonostante due vittorie negli ultimi due turni ottenute con Napoli e Parma. Il Brescia ha chiuso il campionato al quart'ultimo posto con 35 punti, ad un solo punto dalla salvezza, retrocedendo in Serie B. In Coppa Italia, la squadra è stata eliminata alla prima uscita (nei sedicesimi di finale) dal Bari.
Il miglior marcatore stagionale è stato il neoacquisto Dario Hübner con 16 reti, segnate tutte in campionato.

## Divise e sponsor
Lo sponsor tecnico per la stagione 1997-1998 è Erreà, mentre lo sponsor ufficiale è Ristora.

## Rosa
| N. |                     | Ruolo | Calciatore         |
| -- | ------------------- | ----- | ------------------ |
| 1  | Italia (bandiera)   | P     | Giacomo Zunico     |
| 2  | Italia (bandiera)   | D     | Alberto Savino     |
| 3  | Polonia (bandiera)  | D     | Marek Koźmiński    |
| 4  | Italia (bandiera)   | C     | Luciano De Paola   |
| 5  | Italia (bandiera)   | D     | Daniele Adani      |
| 6  | Germania (bandiera) | D     | Manfred Binz       |
| 7  | Italia (bandiera)   | A     | Maurizio Neri      |
| 8  | Italia (bandiera)   | C     | Alessandro Romano  |
| 9  | Italia (bandiera)   | A     | Emiliano Bonazzoli |
| 10 | Italia (bandiera)   | C     | Cristiano Doni     |
| 11 | Italia (bandiera)   | A     | Dario Hübner       |
| 12 | Italia (bandiera)   | P     | Nicola Pavarini    |
| 13 | Romania (bandiera)  | C     | Ioan Sabău         |
| 14 | Italia (bandiera)   | A     | Girolamo Bizzarri  |
| 15 | Italia (bandiera)   | C     | Salvadore Bacci    |
| 16 | Italia (bandiera)   | D     | Aimo Diana         |
| 17 | Italia (bandiera)   | C     | Emanuele Filippini |

| N. |                    | Ruolo | Calciatore           |
| -- | ------------------ | ----- | -------------------- |
| 18 | Italia (bandiera)  | C     | Antonio Filippini    |
| 19 | Italia (bandiera)  | C     | Stefano Tagliani     |
| 20 | Italia (bandiera)  | C     | Marco Barollo        |
| 21 | Italia (bandiera)  | C     | Andrea Pirlo         |
| 22 | Italia (bandiera)  | P     | Giovanni Cervone     |
| 23 | Croazia (bandiera) | C     | Ivan Javorčić        |
| 24 | Croazia (bandiera) | A     | Miljenko Kovačić     |
| 26 | Israele (bandiera) | C     | Tal Banin            |
| 27 | Italia (bandiera)  | D     | Luca Luzardi         |
| 28 | Italia (bandiera)  | C     | Stefano Bono         |
| 29 | Italia (bandiera)  | A     | Antonio Criniti      |
| 30 | Italia (bandiera)  | D     | Angelo Danotti       |
| 31 | Italia (bandiera)  | D     | Massimiliano Corrado |
| 32 | Italia (bandiera)  | D     | Giovanni Bia         |
|    | Italia (bandiera)  | A     | Massimiliano Caputo  |
|    | Italia (bandiera)  | A     | Davide Ratti         |

## Risultati

### Serie A

#### Girone di andata
| Arbitro: | Rodomonti (Teramo) |

|                 |           |            |
| Recoba 80’, 85’ | Marcatori | 73’ Hubner |

| Arbitro: | Collina (Viareggio) |

|                     |           |                                  |
| Hubner 4’, 66’, 84’ | Marcatori | 54’ Boghossian 65’, 80’ Montella |

| Arbitro: | De Santis (Tivoli) |

|                                                               |           |  |
| A. Filippini 7’ (aut.) Conte 36’ F. Inzaghi 38’ Del Piero 56’ | Marcatori |  |

| Arbitro: | Borriello (Mantova) |

|                      |           |  |
| Sabău 40’ Hubner 46’ | Marcatori |  |

| Arbitro: | Cesari (Genova) |

|  |           |          |
|  | Marcatori | 61’ Neri |

| Arbitro: | Pellegrino (Barcellona Pozzo di Gotto) |

|                                           |           |  |
| Neri 45’ (rig.), 70’ Hubner 65’ Pirlo 81’ | Marcatori |  |

| Arbitro: | Braschi (Prato) |

|                      |           |  |
| Dichio 3’ Casale 81’ | Marcatori |  |

| Arbitro: | Farina (Novi Ligure) |

|                  |           |            |
| Leonardo 7’, 25’ | Marcatori | 44’ Hubner |

| Arbitro: | De Santis (Tivoli) |

|  |           |                                       |
|  | Marcatori | 54’, 89’ Bierhoff 83’ Poggi 91’ Walem |

| Arbitro: | Bolognino (Milano) |

|                       |           |                 |
| Volpi 9’ Guerrero 47’ | Marcatori | 70’ (rig.) Neri |

| Arbitro: | Rodomonti (Teramo) |

|                               |           |                 |
| Pirlo 32’ Adani 64’ Banin 69’ | Marcatori | 66’ Florijančič |

| Arbitro: | Racalbuto (Gallarate) |

|            |           |  |
| Bokšić 27’ | Marcatori |  |

| Arbitro: | Ceccarini (Livorno) |

|            |           |                  |
| Hubner 15’ | Marcatori | 90’ Paulo Sérgio |

| Arbitro: | Boggi (Salerno) |

|                           |           |                     |
| R. Baggio 29’, 90’ (rig.) | Marcatori | 80’ (aut.) Marocchi |

| Arbitro: | Bazzoli (Merano) |

|                   |           |                                           |
| Hubner 53’ (rig.) | Marcatori | 48’ D. Morfeo 61’ Batistuta 81’ Rui Costa |

| Arbitro: | Collina (Viareggio) |

|  |           |                                   |
|  | Marcatori | 13’ Pirlo 53’ Kozminski 90’ Diana |

| Arbitro: | Braschi (Prato) |

|                        |           |           |
| Hubner 15’, 60’ (rig.) | Marcatori | 43’ Fiore |

#### Girone di ritorno
| Arbitro: | Cesari (Genova) |

|  |           |             |
|  | Marcatori | 75’ Ronaldo |

| Arbitro: | Pellegrino (Barcellona Pozzo di Gotto) |

|                                    |           |          |
| Bia 18’ (aut.) Montella 36’ (rig.) | Marcatori | 50’ Neri |

| Arbitro: | Bettin (Padova) |

|            |           |                |
| Savino 73’ | Marcatori | 52’ F. Inzaghi |

| Piacenza 15 febbraio 1998 21ª giornata | Piacenza        | 0 – 0 referto | Brescia | Stadio Leonardo Garilli (10 403 spett.)\| Arbitro: \| Treossi (Forlì) \| |
| Arbitro:                               | Treossi (Forlì) |               |         |                                                                          |

| Arbitro: | Pairetto (Nichelino) |

|                        |           |                            |
| Hubner 13’, 55’ (rig.) | Marcatori | 71’ Rossini 74’ Magallanes |

| Arbitro: | Ceccarini (Livorno) |

|                 |           |                  |
| Dicara 12’, 85’ | Marcatori | 71’ A. Filippini |

| Arbitro: | Dagnello (Trieste) |

|                                            |           |                              |
| Adani 10’ Cyprien 36’ (aut.) Kozminski 63’ | Marcatori | 24’ F. Palmieri 34’ M. Rossi |

| Arbitro: | Trentalange (Torino) |

|                                   |           |               |
| Hubner 40’ (rig.) G. Bizzarri 68’ | Marcatori | 44’, 51’ Weah |

| Arbitro: | Braschi (Prato) |

|                                         |           |              |
| Walem 41’ Bierhoff 49’ Diana 83’ (aut.) | Marcatori | 78’ Javorcic |

| Arbitro: | Pairetto (Nichelino) |

|          |           |             |
| Doni 45’ | Marcatori | 66’ Masinga |

| Arbitro: | Bettin (Padova) |

|                                          |           |                   |
| C. Esposito 41’ Pane 45’ Florijančič 50’ | Marcatori | 14’ (rig.) Hubner |

| Arbitro: | Boggi (Salerno) |

|           |           |              |
| Diana 70’ | Marcatori | 10’ Rambaudi |

| Arbitro: | Trentalange (Torino) |

|                                                           |           |  |
| Di Biagio 25’ (rig.), 69’ Paulo Sérgio 33’, 66’ Totti 55’ | Marcatori |  |

| Arbitro: | Bolognino (Milano) |

|           |           |                                   |
| Pirlo 79’ | Marcatori | 39’, 62’ R. Baggio 90’ M. Paganin |

| Arbitro: | Serena (Bassano del Grappa) |

|                                                        |           |            |
| Batistuta 1’, 40’ Oliveira 35’ Edmundo 38’ Schwarz 49’ | Marcatori | 53’ Hubner |

| Arbitro: | Tombolini (Ancona) |

|                    |           |                 |
| Adani 57’ Neri 81’ | Marcatori | 56’ C. Bellucci |

| Arbitro: | Cesari (Genova) |

|              |           |                                      |
| D. Baggio 5’ | Marcatori | 32’, 44’ G. Bizzarri 72’ (rig.) Neri |

### Coppa Italia
| Arbitro: | Dagnello |

|             |           |  |
| Ventola 22’ | Marcatori |  |

| Arbitro: | Trentalange (Torino) |

|           |           |               |
| Adani 61’ | Marcatori | 90’ Zambrotta |

## Statistiche

### Statistiche di squadra
| Competizione | Punti | In casa | In casa | In casa | In casa | In casa | In casa | In trasferta | In trasferta | In trasferta | In trasferta | In trasferta | In trasferta | Totale | Totale | Totale | Totale | Totale | Totale | DR  |
| Competizione | Punti | G       | V       | N       | P       | Gf      | Gs      | G            | V            | N            | P            | Gf           | Gs           | G      | V      | N      | P      | Gf     | Gs     | DR  |
| ------------ | ----- | ------- | ------- | ------- | ------- | ------- | ------- | ------------ | ------------ | ------------ | ------------ | ------------ | ------------ | ------ | ------ | ------ | ------ | ------ | ------ | --- |
| Serie A      | 35    | 17      | 6       | 7       | 4       | 29      | 27      | 17           | 3            | 1            | 13           | 16           | 36           | 34     | 9      | 8      | 17     | 45     | 63     | -18 |
| Coppa Italia |       | 1       | 0       | 1       | 0       | 1       | 1       | 1            | 0            | 0            | 1            | 0            | 1            | 2      | 0      | 1      | 1      | 1      | 2      | -1  |
| Totale       |       | 18      | 6       | 8       | 4       | 30      | 28      | 18           | 3            | 1            | 14           | 16           | 37           | 36     | 9      | 9      | 18     | 46     | 65     | -19 |

### Statistiche dei giocatori
| Giocatore    | Serie A  | Serie A | Serie A     | Serie A    | Coppa Italia | Coppa Italia | Coppa Italia | Coppa Italia | Totale   | Totale | Totale      | Totale     |
| Giocatore    | Presenze | Reti    | Ammonizioni | Espulsioni | Presenze     | Reti         | Ammonizioni  | Espulsioni   | Presenze | Reti   | Ammonizioni | Espulsioni |
| ------------ | -------- | ------- | ----------- | ---------- | ------------ | ------------ | ------------ | ------------ | -------- | ------ | ----------- | ---------- |
| G. Zunico    | 7        | -8      | ?           | ?          | 2            | -2           | ?            | ?            | 9        | -10    | ?           | ?          |
| G. Cervone   | 26       | -53     | ?           | ?          | 0            | 0            | ?            | ?            | 26       | -53    | ?           | ?          |
| N. Pavarini  | 2        | -2      | ?           | ?          | 0            | 0            | ?            | ?            | 2        | -2     | ?           | ?          |
| M. Binz      | 8        | 0       | ?           | ?          | 1            | 0            | ?            | ?            | 9        | 0      | ?           | ?          |
| D. Adani     | 33       | 3       | ?           | ?          | 2            | 1            | ?            | ?            | 35       | 4      | ?           | ?          |
| A. Savino    | 29       | 1       | ?           | ?          | 1            | 0            | ?            | ?            | 30       | 1      | ?           | ?          |
| G. Bia       | 19       | 0       | ?           | ?          | 0            | 0            | ?            | ?            | 19       | 0      | ?           | ?          |
| A. Diana     | 29       | 2       | ?           | ?          | 2            | 0            | ?            | ?            | 31       | 2      | ?           | ?          |
| M. Koźmiński | 29       | 2       | ?           | ?          | 1            | 0            | ?            | ?            | 30       | 2      | ?           | ?          |
| M. Corrado   | 10       | 0       | ?           | ?          | 0            | 0            | ?            | ?            | 10       | 0      | ?           | ?          |
| A. Danotti   | 0        | 0       | ?           | ?          | 0            | 0            | ?            | ?            | 0        | 0      | ?           | ?          |
| L. Luzardi   | 0        | 0       | ?           | ?          | 1            | 0            | ?            | ?            | 1        | 0      | ?           | ?          |
| T. Banin     | 26       | 1       | ?           | ?          | 2            | 0            | ?            | ?            | 28       | 1      | ?           | ?          |
| A. Pirlo     | 29       | 4       | ?           | ?          | 1            | 0            | ?            | ?            | 30       | 4      | ?           | ?          |
| M. Barollo   | 11       | 0       | ?           | ?          | 1            | 0            | ?            | ?            | 12       | 0      | ?           | ?          |
| E. Filippini | 30       | 0       | ?           | ?          | 2            | 0            | ?            | ?            | 32       | 0      | ?           | ?          |
| A. Filippini | 29       | 1       | ?           | ?          | 2            | 0            | ?            | ?            | 31       | 1      | ?           | ?          |
| L. De Paola  | 24       | 0       | ?           | ?          | 2            | 0            | ?            | ?            | 26       | 0      | ?           | ?          |
| I. Javorcic  | 13       | 1       | ?           | ?          | 0            | 0            | ?            | ?            | 13       | 1      | ?           | ?          |
| C. Doni      | 21       | 1       | ?           | ?          | 0            | 0            | ?            | ?            | 21       | 1      | ?           | ?          |
| I. Sabău     | 7        | 1       | ?           | ?          | 1            | 0            | ?            | ?            | 8        | 1      | ?           | ?          |
| S. Bacci     | 2        | 0       | ?           | ?          | 0            | 0            | ?            | ?            | 2        | 0      | ?           | ?          |
| S. Bono      | 1        | 0       | ?           | ?          | 0            | 0            | ?            | ?            | 1        | 0      | ?           | ?          |
| A. Romano    | 1        | 0       | ?           | ?          | 1            | 0            | ?            | ?            | 2        | 0      | ?           | ?          |
| S. Tagliani  | 0        | 0       | ?           | ?          | 0            | 0            | ?            | ?            | 0        | 0      | ?           | ?          |
| M. Neri      | 30       | 7       | ?           | ?          | 1            | 0            | ?            | ?            | 31       | 7      | ?           | ?          |
| E. Bonazzoli | 12       | 0       | ?           | ?          | 0            | 0            | ?            | ?            | 12       | 0      | ?           | ?          |
| D. Hubner    | 30       | 16      | ?           | ?          | 1            | 0            | ?            | ?            | 31       | 16     | ?           | ?          |
| G. Bizzarri  | 8        | 3       | ?           | ?          | 2            | 0            | ?            | ?            | 10       | 3      | ?           | ?          |
| M. Kovacic   | 2        | 0       | ?           | ?          | 0            | 0            | ?            | ?            | 2        | 0      | ?           | ?          |
| A. Criniti   | 2        | 0       | ?           | ?          | 1            | 0            | ?            | ?            | 3        | 0      | ?           | ?          |
| M. Caputo    | 0        | 0       | ?           | ?          | 0            | 0            | ?            | ?            | 0        | 0      | ?           | ?          |
| D. Ratti     | 0        | 0       | ?           | ?          | 0            | 0            | ?            | ?            | 0        | 0      | ?           | ?          |